# Royitettix mampua
Royitettix mampua är en insektsart som först beskrevs av Rehn, J.A.G. 1930.  Royitettix mampua ingår i släktet Royitettix och familjen torngräshoppor. Inga underarter finns listade i Catalogue of Life.